# Licensed to Ill
Licensed to Ill (рус. Лицензирован на болезнь) — дебютный студийный альбом американской хип-хоп-группы Beastie Boys, выпущенный 15 ноября 1986 года на лейблах Def Jam Recordings и Columbia Records. Название альбома является пародией на книги про Джеймса Бонда Licensed to Kill (рус. Лицензия на убийство). Диск стал первым рэп-альбомом, возглавившим Billboard 200, и по сей день является наиболее продаваемым дебютным альбомом студии Columbia Records (продажи составили более 9 млн копий).

## Запись и содержание
Licensed to Ill насквозь пропитан юмором и провокацией, можно сказать, что это тотальная пародия на разные жанры шоу-бизнеса.
Изначально группа планировала издать альбом под названием Don’t Be a Faggot[прояснить], однако звукозаписывающая компания отказалась издавать альбом с таким провокационным названием, и Beastie Boys должны были искать для альбома новое имя.
Альбом содержит много юмористических песен («Girls», «Brass Monkey»), а также много семплов или аналогий с другими известными песнями (в стиле хард-рок и хэви-метал).
Так, например, альбом начинается с песни «Rhymin' and Stealin'», семпл гитары для которой взят из песни «Sweet Leaf» группы Black Sabbath, а семпл барабанов — из песни «When the Levee Breaks» группы Led Zeppelin.
Гитарные партии в песнях «Fight For Your Right» и «No Sleep Till Brooklyn» исполнил Керри Кинг (Kerry King) из группы Slayer, которая в то же время записывала на той же студии свой альбом Reign in Blood и у которой был тот же продюсер (Рик Рубин), что и у «Beastie Boys». По представлению Рика, композиции «No Sleep till Brooklyn» не хватало гитарного соло, и он предложил Керри Кингу за несколько сотен долларов написать недостающую часть.
Клип, вышедший на песню «No Sleep Till Brooklyn», являлся пародией на глэм-метал, кроме того, само название не случайно перекликается с альбомом No Sleep 'til Hammersmith группы Motörhead.
Изначально предполагалось, что в клипе на эту композицию будет сцена, где Керри Кинга со сцены будет выпихивать горилла; однако музыкант заявил, что «если кто-то и будет кого-то выпихивать, то это буду я, выпихивающий гориллу», как, собственно, и было сделано.

## Обложка
Дебютный альбом The Beastie Boys послужил уроком правильного использования разворота обложки — бросающаяся в глаза лицевая сторона и кульминация на обороте. «Мы были удивлены, что пластиночная компания позволила нам выпустить раскладывающуюся обложку, — рассказывал Майк Даймонд, — так как тогда им на нас было абсолютно наплевать.»
По полусерьезным словам Майка, изначально предполагалось, что обложка будет похожа на обложку Deep Purple in Rock, «но с нашими лицами на горе Рашмор вместо их». Летя в самолёте из Дейтона-Бич (Флорида), с продюсером Риком Рубином («он летел в первом классе, а мы были сзади и посылали друг другу записку туда-сюда»), группа задумала изобразить на обложке самолёт. Столкновение идеально соответствовала музыке группы — кричащей смеси рэпа, хэви-метал и панка.
Группа отдает художнику Уорлду Б. Омесу должное за самую едва различимую деталь на обложке: буквы, обозначающие номер самолёта на самом деле в зеркальном отображении читаются «Eat Me».

Что характерно, The Beastie Boys не очень-то любят говорить про обложки своих альбомов, предпочитая обсуждать любимые обложки звёзд фанка начала 70-х. «У нас хорошая обложка, — сказал Адам „MCA“ Йоук, — но вы посмотрите на весь каталог Ohio Players.»
В 2011 году обложка диска заняла 22-е место в списке лучших обложек альбомов всех времен по мнению читателей интернет-издания Music Radar.

## Наследие
- В 2003 году альбом отметился под 217-м номером в рейтинге «Rolling Stone» «500 величайших альбомов всех времен». «Три идиота создали шедевр» — такими словами журнал «Rolling Stone» встретил появление дебютного альбома Beastie Boys Licensed to Ill (1986).
- Licensed to Ill первый рэп-альбом в истории, возглавивший рейтинг Billboard 200, проведя на первой строке 5 недель.
- Licensed to Ill — самый продаваемый в США рэп-альбом 80-х (его общий тираж — свыше 9 миллионов копий), и самый быстро продаваемый дебют лейблов Def Jam/Columbia. Он до сих пор остается единственным альбомом «белой» хип-хоп-группы, получившим самый высокий балл в рецензии журнала «The Source», который в 1998 году включил его в сотню лучших рэп-альбомов всех времен.
- Журнал «Vibe» упомянул диск в числе «100 важнейших альбомов XX века». Журнал Q в 2006 году поставил альбом на 16-е место среди 40 лучших альбомов 80-х гг.

Кроме того, альбом попадал во множество списков «самых лучших альбомов» и даже сравнивался по своему значению с легендарным альбомом Never Mind the Bollocks группы Sex Pistols.
Песня «No Sleep Till Brooklyn» вошла в саундтрек к фильму «Во имя справедливости» (1991).

## Список композиций
| №   | Название                 | Автор(ы)                                               | Семплы | Длительность |
| --- | ------------------------ | ------------------------------------------------------ | --- | ------------ |
| 1.  | «Rhymin & Stealin»       | Beastie Boys, Рик Рубин                                | Список: - «When the Levee Breaks» — Led Zeppelin - «Sweet Leaf» — Black Sabbath - «I Fought the Law» — The Clash | 4:08         |
| 2.  | «The New Style»          | Beastie Boys, Рик Рубин                                | Список: | 4:35         |
| 3.  | «She's Crafty»           | Beastie Boys, Рик Рубин                                | Список: - «The Ocean» — Led Zeppelin                                                                             | 3:35         |
| 4.  | «Posse in Effect»        | Beastie Boys, Рик Рубин                                | Список: | 2:26         |
| 5.  | «Slow Ride»              | Beastie Boys, Рик Рубин                                | Список: | 2:57         |
| 6.  | «Girls»                  | Beastie Boys, Рик Рубин                                | Список: | 2:14         |
| 7.  | «Fight for Your Right»   | Beastie Boys, Рик Рубин                                | Список: | 3:27         |
| 8.  | «No Sleep till Brooklyn» | Beastie Boys, Рик Рубин                                | Список: | 4:07         |
| 9.  | «Paul Revere»            | Адам Хоровиц, Дэррил Макдэниелс, Рубин, Джозеф Симмонс | Список: | 3:41         |
| 10. | «Hold It Now, Hit It»    | Beastie Boys, Рик Рубин                                | Список: | 3:26         |
| 11. | «Brass Monkey»           | Beastie Boys, Рик Рубин                                | Список: | 2:37         |
| 12. | «Slow and Low»           | Макдэниелс, Рубин, Симмонс                             | Список: | 3:38         |
| 13. | «Time to Get Ill»        | Beastie Boys, Рик Рубин                                | Список: | 3:37         |

## Участники записи
- Beastie Boys — музыканты и продюсеры
- Joe Blaney — сведение
- Steven Ett — аудиоинженер
- Kerry King — гитарная партия на «No Sleep till Brooklyn» и «Fight for Your Right»
- Rick Rubin — продюсер
- Howie Weinberg — мастеринг
- Sunny Bak — фотограф
- Steve Byram и World B. Omes (David Gambale) — концепция обложки и буклета